# Milhão
Milhão ist ein Ort und eine ehemalige Gemeinde (Freguesia) im portugiesischen Kreis Bragança. Die Gemeinde hatte 161 Einwohner (Stand 30. Juni 2011).
Am 29. September 2013 wurden die Gemeinden Milhão und Rio Frio zur neuen Gemeinde União das Freguesias de Rio Frio e Milhão zusammengeschlossen.